# Petrus Vinderhout
Petrus Vinderhout oder Petrus de Brugis (tätig im Jahr 1381) war ein niederländischer Komponist und Sänger des späten Mittelalters.

## Leben und Wirken
Die musikhistorische Forschung konnte von Petrus Vinderhout bisher weder die zeitlichen Lebensdaten noch seinen Geburts- und Sterbeort ermitteln. Er hat mit großer Wahrscheinlichkeit im Zeitraum 1381/82 an der Kirche St. Donatien in Brügge gewirkt; für diese Pfarrei hat er die gottesdienstliche Motette „Comes Flandriae, flos victoris“ (Kamerad Flanderns, Blume des Sieges) etwa im Jahr 1381 komponiert, und zwar zu Ehren eines Sieges des Grafen Lodewig van Male von Flandern. Im Text dieser Motette ist wiederholt die „Cymbala“ erwähnt, also die Glocke, die festlich geläutet hat, um den Sieg zu feiern. Auch musikalisch ist das typisch wiederholte Muster einer läutenden Glocke enthalten.
Nach derzeitigem musikwissenschaftlichen Stand werden Vinderhout noch weitere Motetten zugeschrieben, z. B. „Musicalis scientia“ oder „Apolinis ecclipsatur“, überliefert in einer drei- und in einer fünfstimmigen Version. Der Text von „Apolinis“ enthält Bezüge zu anderen zeitgenössischen Komponisten und Musiktheoretikern, so zu Philippe de Vitry (1291–1361, hier „Phylippus de uitriaco“ genannt) und „Petrus de Brugis“ („Peter von Brügge“), welcher höchstwahrscheinlich Petrus Vinderhout selbst ist. Außerdem zeigt der Text mit der Motette „Comes Flandriae“ vergleichbare Stellen sowie Bezüge zur Stadt Brügge, weil auch der Komponist „Engardus“ (Johannes Ecghaerd) erwähnt wird, der in den 1380er Jahren in Brügge aktiv war.

## Bedeutung
Petrus Vinderhout gehört wegen seiner hauptsächlichen Wirkungsstätte, wegen seiner Lebenszeit und dem musikalischen Stil seiner Kompositionen zur Gruppe der Vorläufer und Wegbereiter der franko-flämischen Musik, zusammen mit Johannes Ciconia, Martinus Fabri und anderen.